# 7625 Louisspohr
7625 Louisspohr è un asteroide della fascia principale. Scoperto nel 1973, presenta un'orbita caratterizzata da un semiasse maggiore pari a 2,7982659 UA e da un'eccentricità di 0,2370607, inclinata di 11,23494° rispetto all'eclittica.